# 2001년 1월
| 2001년: 1월 · 2월 · 3월 · 4월 · 5월 · 6월 · 7월 · 8월 · 9월 · 10월 · 11월 · 12월 |

| <          | 2001년 1월  | 2001년 1월 | 2001년 1월  | 2001년 1월 | 2001년 1월 | >          |
| 일         | 월          | 화         | 수          | 목         | 금         | 토         |
|            | 1 12.7 갑자 | 2 8 을축   | 3 9 병인    | 4 10 정묘  | 5 11 무진  | 6 12 기사  |
| 7 13 경오  | 8 14 신미   | 9 15 임신  | 10 16 계유  | 11 17 갑술 | 12 18 을해 | 13 19 병자 |
| 14 20 정축 | 15 21 무인  | 16 22 기묘 | 17 23 경진  | 18 24 신사 | 19 25 임오 | 20 26 계미 |
| 21 27 갑신 | 22 28 을유  | 23 29 병술 | 24 1.1 정해 | 25 2 무자  | 26 3 기축  | 27 4 경인  |
| 28 5 신묘  | 29 6 임진   | 30 7 계사  | 31 8 갑오   |            |            |            |

| 편집하기 |

## 2001년1월 20일
- 조지 W. 부시 미국 대통령이 취임하다.

## 2001년1월 14일
- 엘살바도르에서 리히터 규모 7.9의 지진이 발생하다.

## 2001년1월 1일
- 거스 히딩크가 대한민국 축구 국가대표팀 감독으로 선임되다.
- 21세기가 시작되다.